# Gran Premi d'Itàlia del 1965
Resultats del Gran Premi d'Itàlia de Fórmula 1 de la temporada 1965 disputat al circuit de Monza el 12 de setembre del 1965.

## Resultats
| Pos | No | Pilot              | Equip            | Voltes | Temps/ Retirada       | Pos. de sortida | Punts |
| --- | -- | ------------------ | ---------------- | ------ | --------------------- | --------------- | ----- |
| 1   | 32 | Jackie Stewart     | BRM              | 76     | 2h 04' 52. 8          | 3               | 9     |
| 2   | 30 | Graham Hill        | BRM              | 76     | + 3.3 segons          | 4               | 6     |
| 3   | 12 | Dan Gurney         | Brabham - Climax | 76     | + 16.5 segons         | 9               | 4     |
| 4   | 4  | Lorenzo Bandini    | Ferrari          | 76     | + 1' 15.9 min.        | 5               | 3     |
| 5   | 16 | Bruce McLaren      | Cooper - Climax  | 75     | + 1 Volta             | 11              | 2     |
| 6   | 40 | Richard Attwood    | Lotus - BRM      | 75     | + 1 Volta             | 13              | 1     |
| 7   | 42 | Jo Bonnier         | Brabham - Climax | 74     | + 2 Voltes            | 14              |       |
| 8   | 18 | Jochen Rindt       | Cooper - Climax  | 74     | + 2 Voltes            | 7               |       |
| 9   | 38 | Innes Ireland      | Lotus - BRM      | 74     | + 2 Voltes            | 18              |       |
| 10  | 24 | Jim Clark          | Lotus - Climax   | 63     | Bomba del combustible | 1               |       |
| 11  | 26 | Mike Spence        | Lotus - Climax   | 62     | Alternador            | 8               |       |
| 12  | 6  | Nino Vaccarella    | Ferrari          | 58     | Motor                 | 15              |       |
| 13  | 50 | Roberto Bussinello | BRM              | 58     | Pressió de l'oli      | 21              |       |
| 14  | 20 | Richie Ginther     | Honda            | 56     | Encesa                | 17              |       |
| Ret | 14 | Denny Hulme        | Brabham - Climax | 46     | Suspensions           | 12              |       |
| Ret | 46 | Frank Gardner      | Brabham - BRM    | 45     | Motor                 | 16              |       |
| Ret | 44 | Jo Siffert         | Brabham - BRM    | 43     | Caixa canvi           | 10              |       |
| Ret | 28 | Geki               | Lotus - Climax   | 37     | Caixa canvi           | 20              |       |
| Ret | 8  | John Surtees       | Ferrari          | 34     | Embragatge            | 2               |       |
| Ret | 22 | Ronnie Bucknum     | Honda            | 27     | Encesa                | 6               |       |
| Ret | 48 | Masten Gregory     | BRM              | 22     | Caixa canvi           | 23              |       |
| Ret | 10 | Giancarlo Baghetti | Brabham - Climax | 12     | Motor                 | 19              |       |
| Ret | 52 | Giorgio Bassi      | BRM              | 8      | Motor                 | 22              |       |

## Altres
- Pole: Jim Clark 1' 35. 9

- Volta ràpida: Jim Clark 1' 36. 4 (a la volta 47)